# Eustala montivaga
Eustala montivaga là một loài nhện trong họ Araneidae.
Loài này thuộc chi Eustala. Eustala montivaga được Arthur Merton Chickering miêu tả năm 1955.